# Чорний щит Фолворта
«Чорний щит Фолворта» (англ. The Black Shield of Falworth) — американський художній фільм 1954 року режисера Рудольфа Мате. Екранізація роману Говарда Пайла 1891 року «Залізний чоловік». Музику для фільму написав австрійсько-американський композитор Ганс Зальтер (1896—1994).

## Сюжет
Близько 1400 року за часів короля Англії Генріха IV у звичайній селянській родині зростають юнак на ім'я Майлз і його сестра Меґ, які не знають, що вони не є рідними дітьми в цій сім'ї. Насправді вони походять зі знатного роду колишнього графа Фолворта, гербом якого є чорний щит. Після багатьох пригод Майлз попадає до замку Макворта, що був вірний королю, де йому та його сестрі повертають звання та їхні землі.

## Ролі виконують
- Тоні Кертіс — Майлз Фолворт
- Джанет Лі — леді Анна Макворт
- Барбара Раш — Меґ Фолворт
- Герберт Маршал — Вільям
- Ян Кейт — король Генріх IV
- Доріс Лойд  — дама Елена

## Навколо фільму

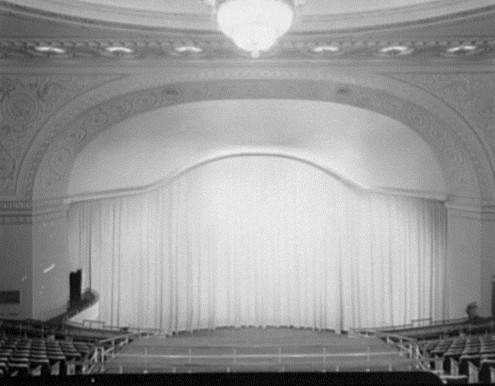
Театр Лоу. 1959

- 6 жовтня 1954 року «Чорний щит Фолворта» був першим фільмом кінокомпанії Universal-International, що демонструвався з використанням широкоекранної системи Кінемаскоп[en], яка була встановлена  в Державному театрі Лоу[en] в Нью-Йорку.
- Фільм був другим з п'яти, в яких Тоні Кертіс і Джанет Лі з'являлися разом на екрані як чоловік і жінка (1952-1961).